# Ulvsunda prästgård

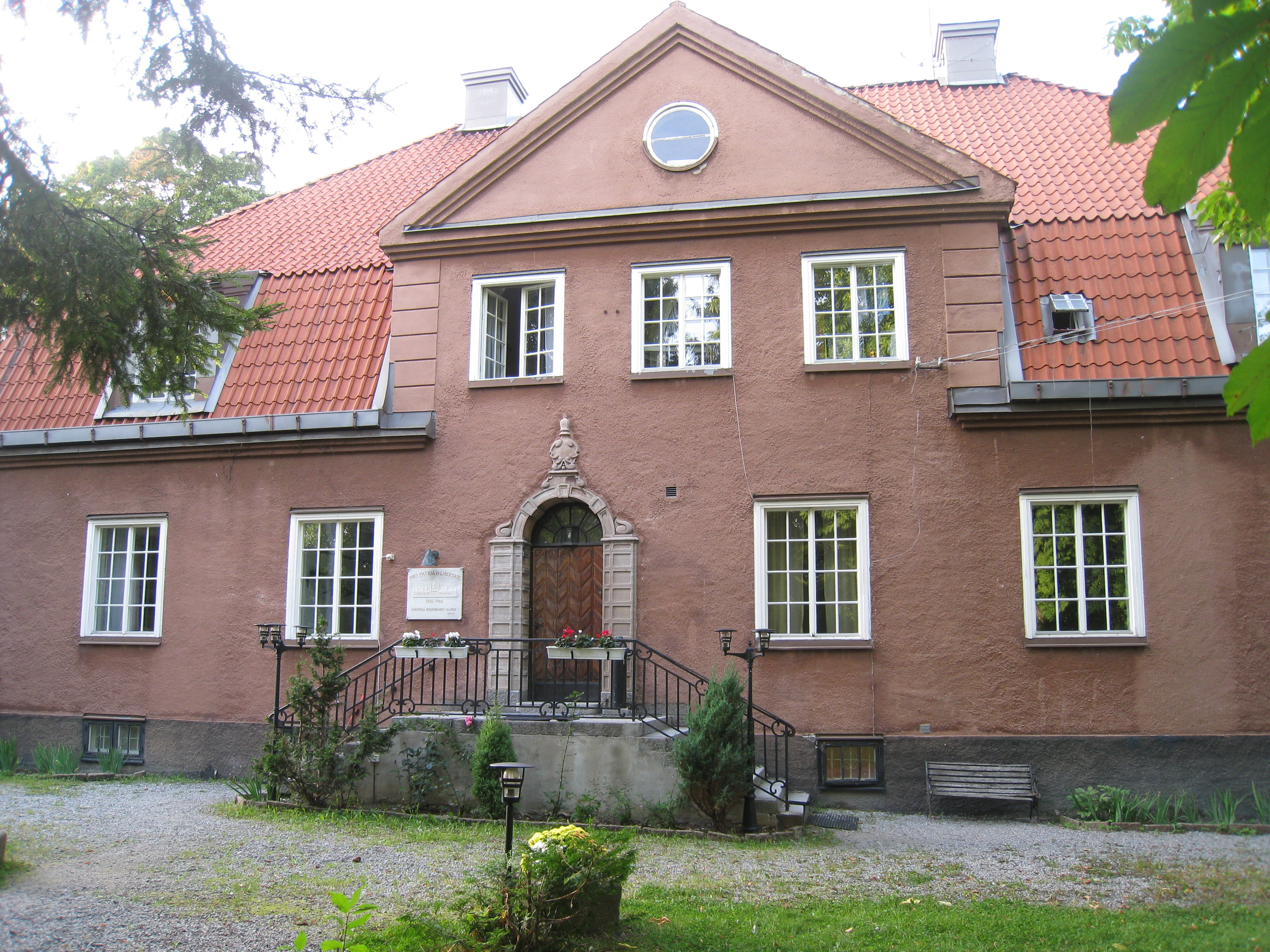
Ulvsunda prästgård på Lövåsvägen 12. Villan användes som prästgård åren 1914-1971.

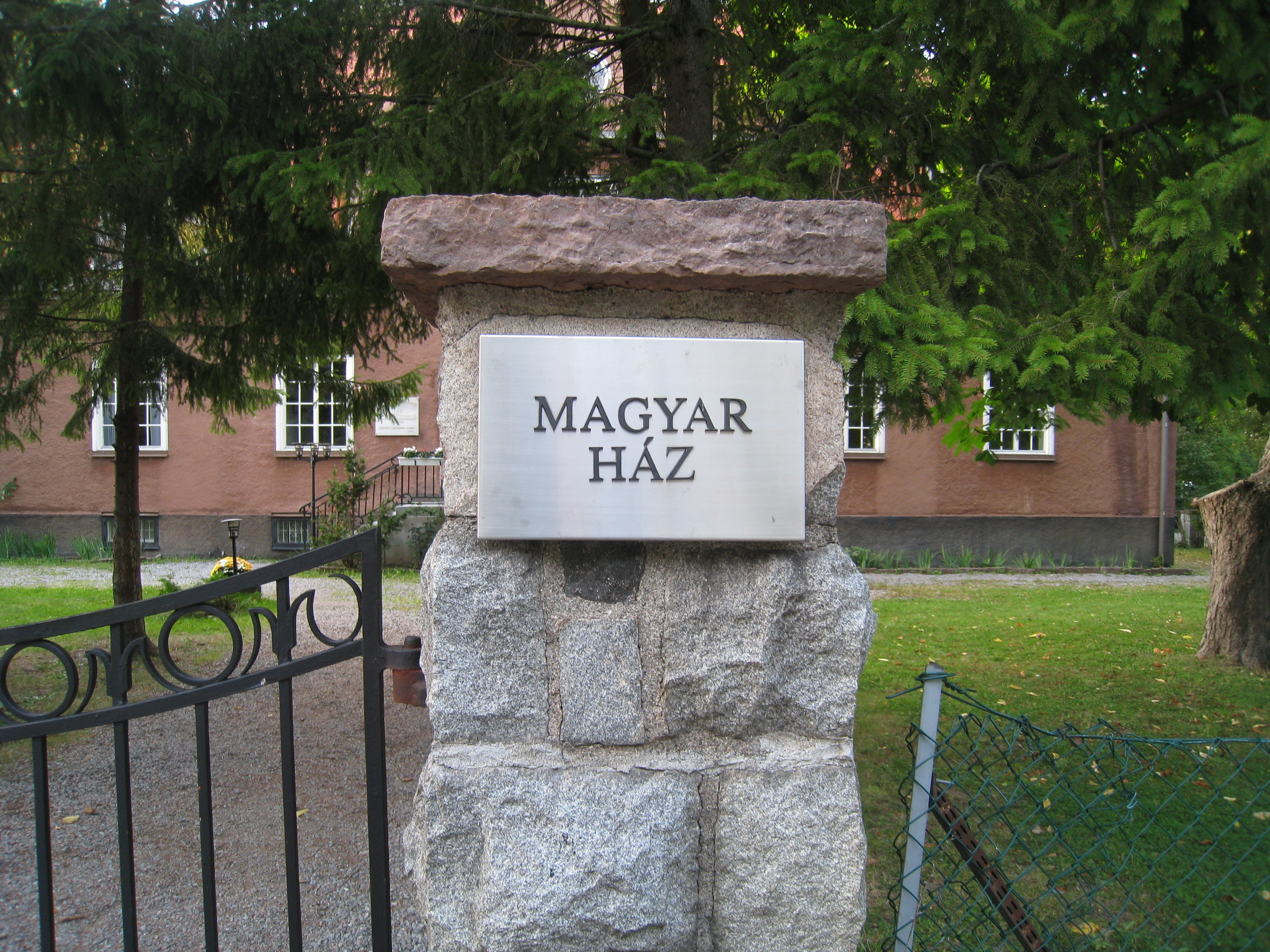
Idag är huset föreningslokal för Ungerska huset, Magyar Ház.

Ulvsunda prästgård är ett hus på Lövåsvägen 12 i stadsdelen Ulvsunda i Bromma väster om Stockholm. Huset, som är en stenbyggnad, byggdes 1912-1914 och invigdes 1914 som prästgård för Bromma församlings präster. Idag kallas huset Ungerska huset och är säte för Ungerska Riksförbundet i Sverige (UR). Numera är huset föreningslokal, här finns idag Magyar Ház, Ungerska huset.
Huset är en flerplansvilla på Lövåsvägen 12 och ligger i korsningen Ulvsunda Slottsväg-Lövåsvägen. Den 1914 nybyggda prästgården i Ulvsunda låg söder om Ulvsunda slott, mellan Ulvsunda slottspark och grönområdet kring Lillsjön.

## Historik

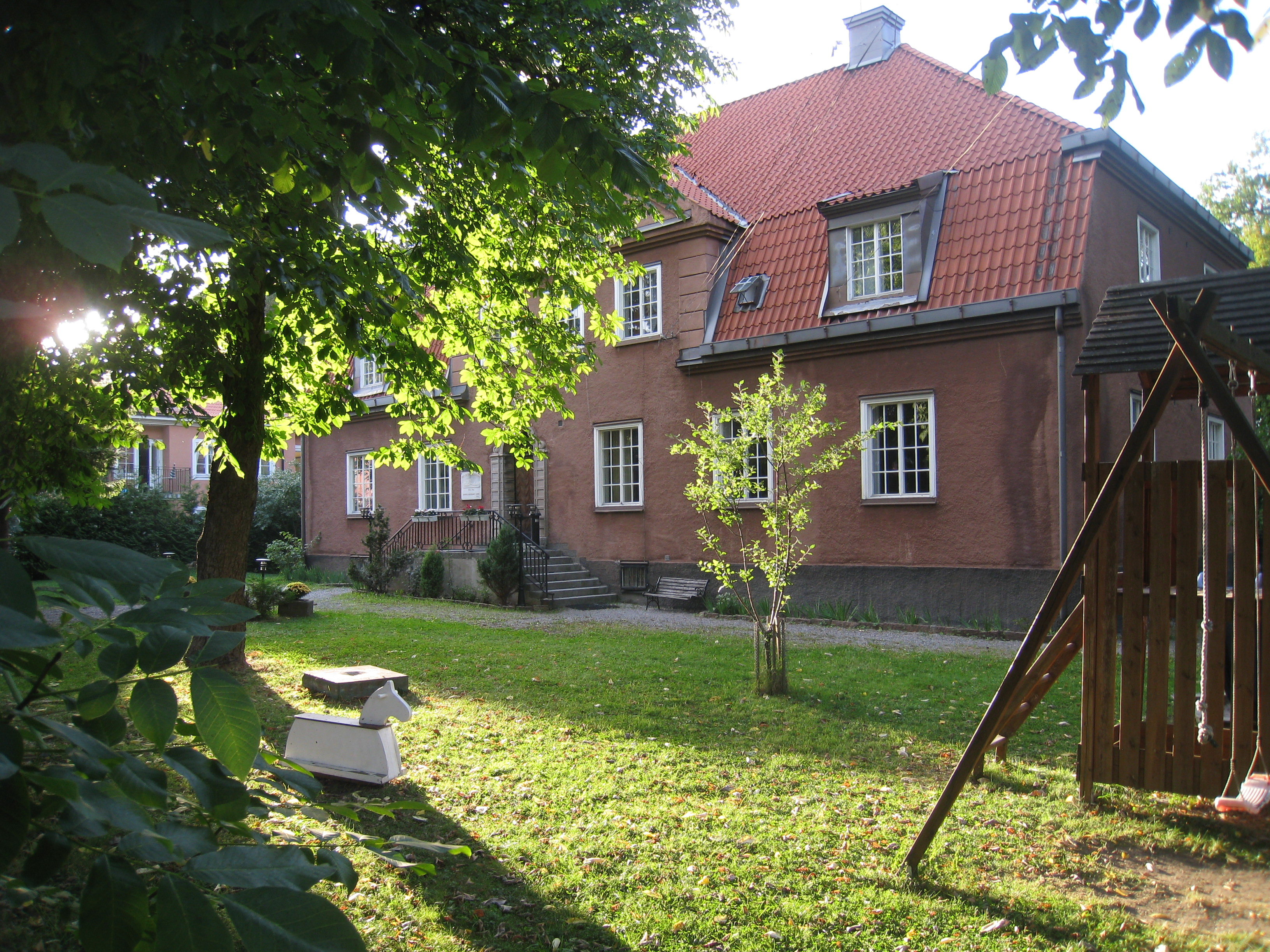
Ulvsunda prästgårds stenhus låg i en stor park.

1912-1914 byggdes en ny prästgård för Bromma församlings präster vid Ulvsunda slott i korsningen Ulvsundavägen-Lövåsvägen. Byggnaden invigdes 1914. Ulvsunda prästgård låg i en stor park med många fruktträd, bärbuskar och sköna gräsmattor. Runt huset fanns stora väldiga trädkronor av almar och askar, som skuggade parken. Prästgården, som låg granne till Ulvsunda slott, uppfördes av staden och är en parant stenbyggnad, som ligger i hörnan av Ulvsunda Slottsväg söder om Ulvsunda slott, byggdes på Boställsvägen, som ligger norr om prästgården, och med Lövåsvägen i söder. Huset fungerade som boställe för Brommas präster fram till 1971, en tid hade man här pastorsexpedition och vigselrum. De tre prästgårdsinnehavarna var kyrkoherdarna Theodor Svensson (åren 1914-1939), Fritz Holmgren (åren 1939-1959) och Harry Arvidson (åren 1959-1971). Prästgården såldes till Stockholms kommun 1971. Kyrkoherdebostaden placerades i Ålsten i en stor villa på höjden vid Brantstigen 15 snett emot Ålstens gård, som ligger på Brantstigen 12, och Ulvsunda prästgårds historia var slut.
Ulvsunda prästgård på Boställsvägen användes som prästgård 1914-1971. Den heter idag Ulvsunda prästgård, men före församlingsdelningen 1955 hette prästgården Bromma prästgård. Den hette Ulvsunda prästgård, för att den låg i Ulvsunda, men det var Bromma församlings prästgård. Den gamla prästgården invid Bromma medeltida kyrka övergavs av kyrkoherden redan på 1890-talet och återfick inte sin forna glans förrän 1955.

## Namnet Boställsvägen
Efter det år 1914 uppförda prästbostället, det vill säga Bromma prästgård, fick Boställsvägen sitt namn. Med boställe avses tjänstebostad. Den äldre prästgården, Prästgården, Bromma låg intill Bromma kyrka. Ett tidigare inofficiellt namn var Siewertzvägen, efter kassadirektören Johan Sigfrid Siewertz, far till författaren Sigfrid Siewertz, som omkring 1905 byggde en villa, Villa Siewertz intill vägen, nuvarande Boställsvägen 4 och 6.
Boställsvägen, som vägen först kallades, fick sitt nuvarande namn då den drogs förbi torpet Lövåsen. Namnet Boställsvägen flyttades 1924, det var i början namn på Lövåsvägen. Boställsvägen har namn efter Bromma prästgård, nuvarande Ungerska Huset. Lövåsvägen har namn efter torpet Löfåsen, ett torp under Ulvsunda. Torpet låg i hörnet av Barrstigen och Lövåsvägen och söder om elverket i Ulvsunda. Från torpet ledde en avtagsväg till slottet. Torpet revs omkring 1960. Liksom Lövåsvägen fick Ulvsunda Slottsväg sitt namn 1924. Tidigare namn var Slottsvägen. Gamla landsvägen till Ulvsunda hade denna sträckning med riktning mot slottets södra gavel. Norr om slottet fortsatte vägen i samma riktning. Efter planläggningen 1904 flyttades den genomgående trafiken till nuvarande Ulvsundavägen.

## Äldre bilder från trakten vid Ulvsunda prästgård

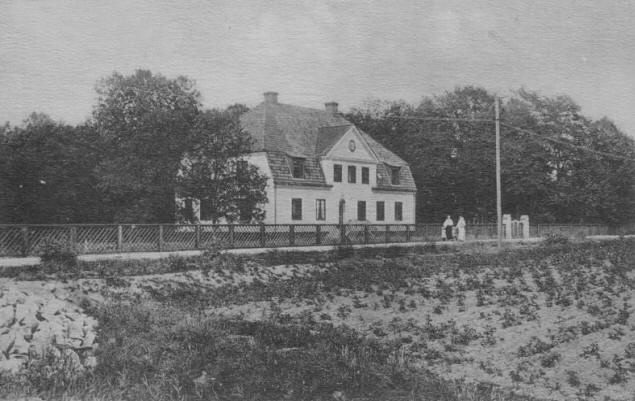
Bromma prästgård på Lövåsvägen 12 i Ulvsunda byggdes 1912-1914, denna bild från 1929 visar huset med potatisodling i förgrunden.
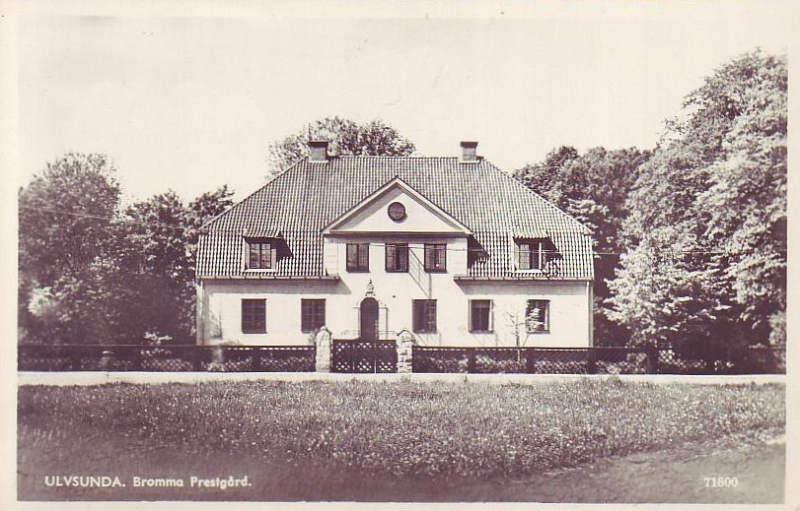
Ett äldre fotografi av Ulvsunda prästgård. Kyrkoherde Harry Arvidson beskriver Ulvsunda prästgård: "I en stor park med många fruktträd, bärbuskar och sköna gräsmattor. Stora väldiga trädkronor, almar och askar skuggade den."
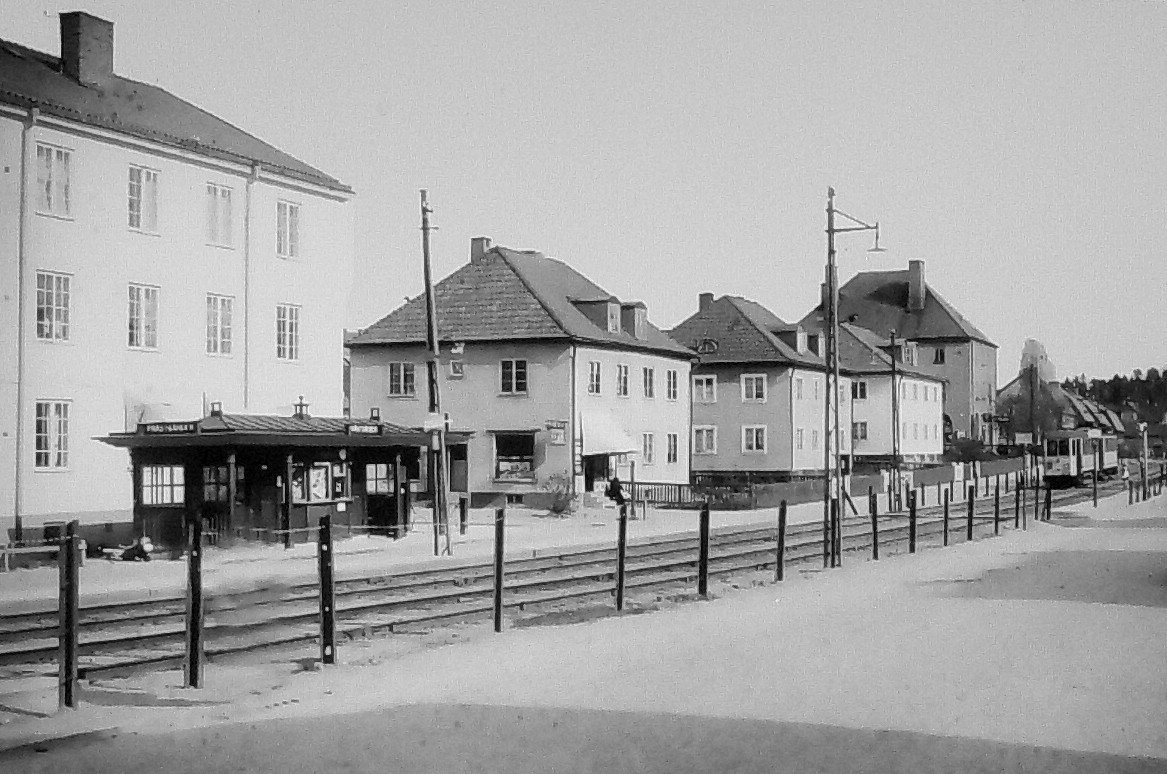
Ulvsundavägen i början av 1930-talet. En spårvagn närmar sig hållplatsen "Prästgården", som låg vid Bielkevägen.
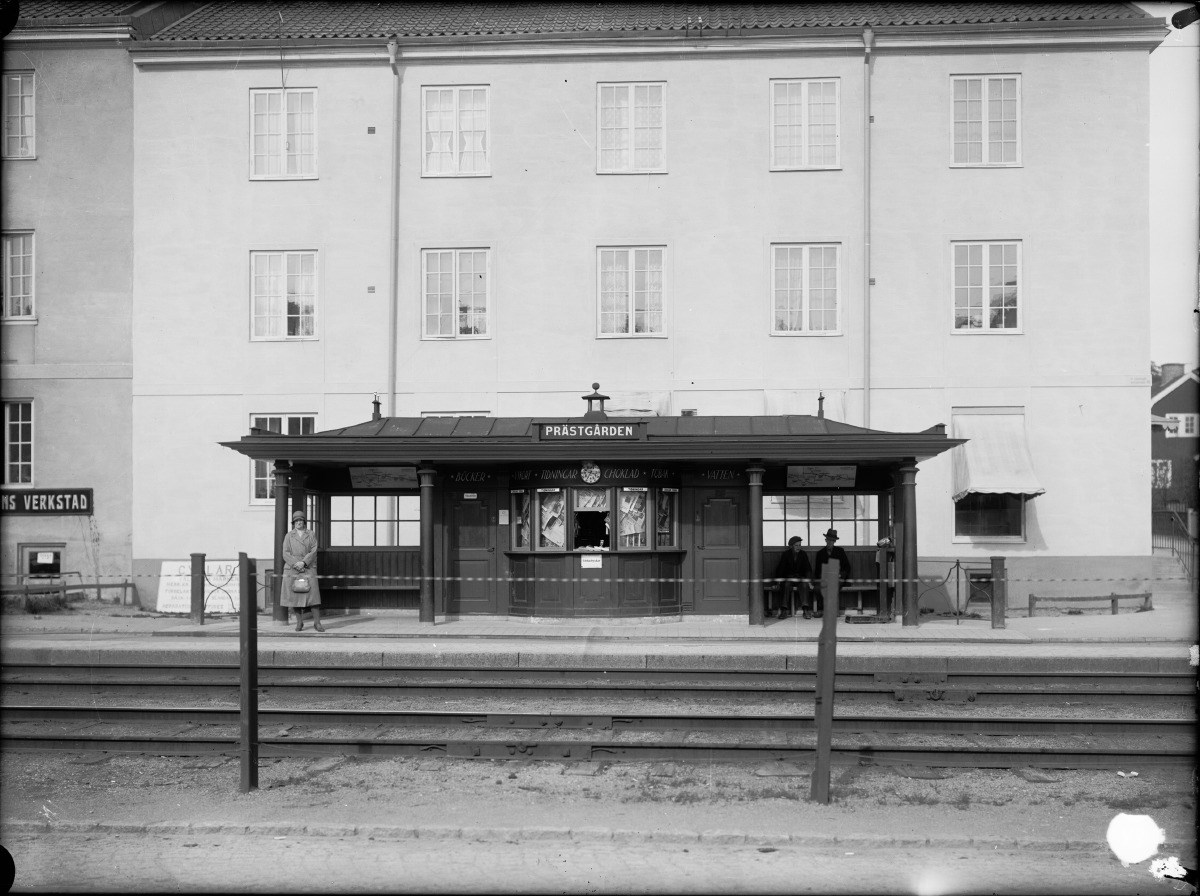
Hållplatsen "Prästgården" 1931 för spårvagnslinje 13, själva prästgården låg litet längre bort på Lövåsvägen 12 i Ulvsunda.

## Ulvsunda grindstuga och grindstolpar

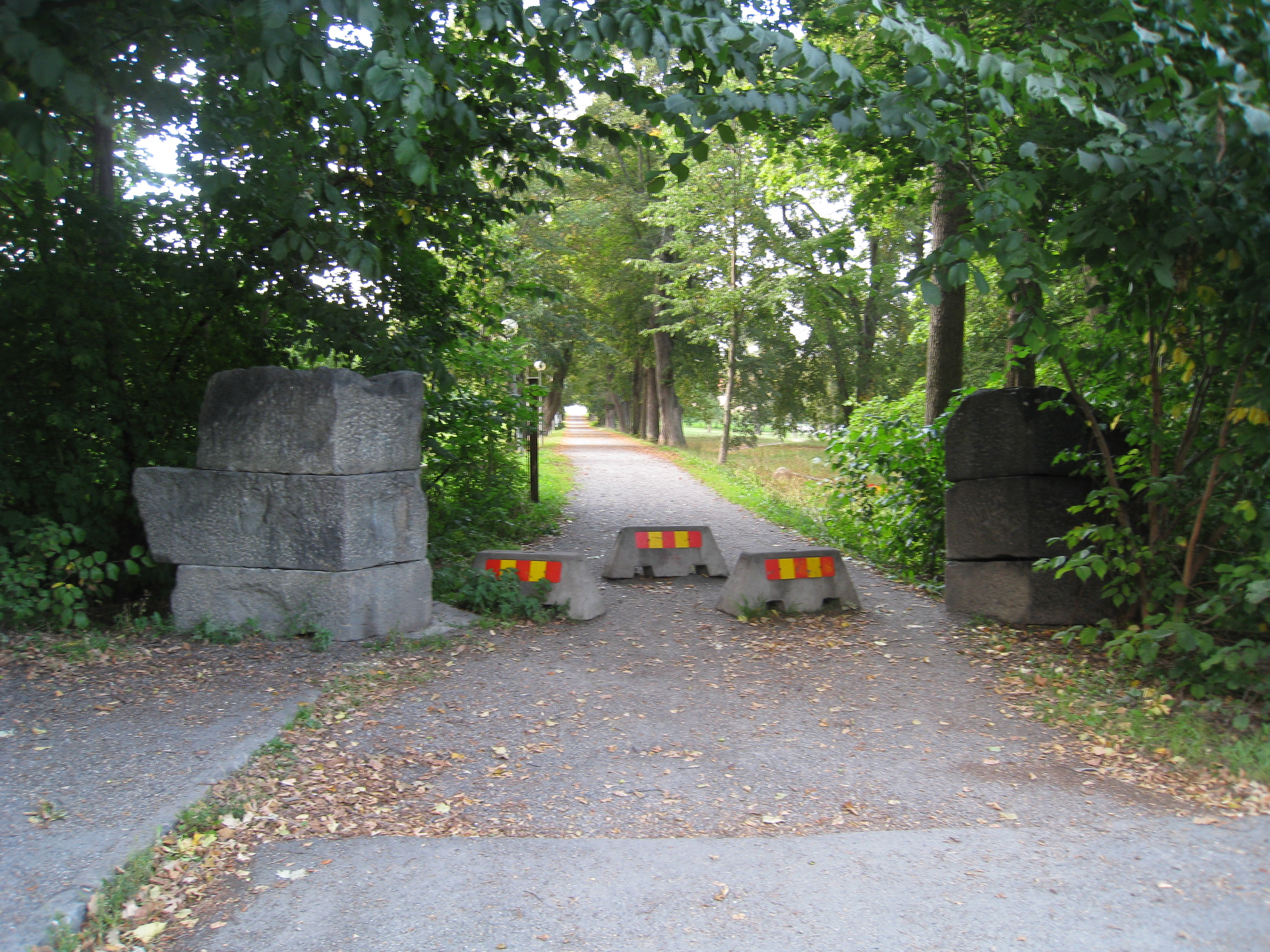
Ulvsunda grindstolpar, som ligger alldeles granne med prästgården, vid slottsinfarten till Boställsvägen.

Vid Ulvsunda grindstuga från 1700-talet finns två magnifika grindstolpar, som markerade infarten från Margretelund och Johannelund genom allén till Ulvsunda slott. Grindstolparna finns kvar men flyttades till slottsinfarten vid Boställsvägen, invid gamla Ulvsunda prästgård.